# Myśliki
Miśliki [pronunciación en polaco: /mɨˈɕlʲikʲi/] (en alemán: Fröhlichen) es un pueblo ubicado en el distrito administrativo de Gmina Białun Piska, dentro del condado de Pisz, Voivodato de Varmia y Masuria, en Polonia del norte. Se encuentra aproximadamente a 8 kilómetros al este de Białun Piska, a 26 kilómetro al este de Pisz, y a 113 kilómetros al este de la capital regional Olsztyn.
Antes de 1945, el área fue parte de Alemania (Prusia Oriental).
El pueblo tiene una población de 40 habitantes.